# Поліхінани

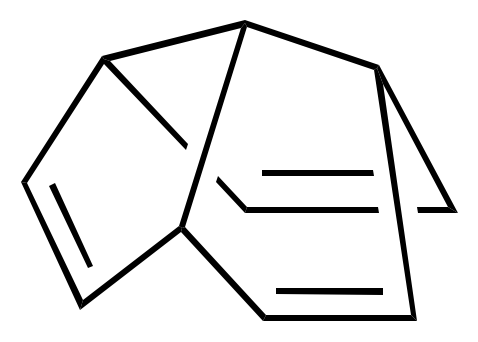
triquinacene

Поліхінани (англ. polyquinanes) — ненасичені поліциклічні вуглеводні, які містять конденсовані п'ятичленні кільця, звичайно, але не обов‘язково, мають у собі скелет хінацену (трицикло[5.2.1.04,10]дека-2,5,8-трієну). Пр., біцикло[3.3.0]октан, додекаедран.